# Placiphorina gowlettholmesae
Placiphorina gowlettholmesae är en blötdjursart som beskrevs av Kaas och Van Belle 1994. Placiphorina gowlettholmesae ingår i släktet Placiphorina och familjen Mopaliidae. Inga underarter finns listade i Catalogue of Life.